# È una domenica sera di novembre
È una domenica sera di novembre è un film documentario del 1981, diretto da Lina Wertmüller in occasione del terremoto dell'Irpinia del 1980.